# Bathyphantes
Bathyphantes is een geslacht van spinnen uit de familie hangmatspinnen (Linyphiidae).

## Soorten
De volgende soorten zijn bij het geslacht ingedeeld:
- Bathyphantes alameda Ivie, 1969
- Bathyphantes alascensis (Banks, 1900)
- Bathyphantes alboventris (Banks, 1892)
- Bathyphantes approximatus (O. P.-Cambridge, 1871)
- Bathyphantes bishopi Ivie, 1969
- Bathyphantes bohuensis Zhu & Zhou, 1983
- Bathyphantes brevipes (Emerton, 1917)
- Bathyphantes brevis (Emerton, 1911)
- Bathyphantes canadensis (Emerton, 1882)
- Bathyphantes chico Ivie, 1969
- Bathyphantes diasosnemis Fage, 1929
- Bathyphantes dubius Locket, 1968
- Bathyphantes enslini Strand, 1910
- Bathyphantes eumenis (L. Koch, 1879)
- Bathyphantes extricatus (O. P.-Cambridge, 1876)
- Bathyphantes fissidens Simon, 1902
- Bathyphantes floralis Tu & Li, 2006
- Bathyphantes glacialis Caporiacco, 1935
- Bathyphantes gracilipes van Helsdingen, 1977
- Bathyphantes gracilis (Blackwall, 1841)
- Bathyphantes gulkana Ivie, 1969
- Bathyphantes helenae van Helsdingen, 1977
- Bathyphantes hirsutus Locket, 1968
- Bathyphantes humilis (L. Koch, 1879)
- Bathyphantes iviei Holm, 1970
- Bathyphantes jeniseicus Eskov, 1979
- Bathyphantes keeni (Emerton, 1917)
- Bathyphantes larvarum Caporiacco, 1935
- Bathyphantes latescens (Chamberlin, 1919)
- Bathyphantes lennoxensis Simon, 1902
- Bathyphantes mainlingensis Hu, 2001
- Bathyphantes malkini Ivie, 1969
- Bathyphantes menyuanensis Hu, 2001
- Bathyphantes minor Millidge & Russell-Smith, 1992
- Bathyphantes montanus Rainbow, 1912
- Bathyphantes nangqianensis Hu, 2001
- Bathyphantes nigrinus (Westring, 1851)
- Bathyphantes ohlerti Simon, 1884
- Bathyphantes orica Ivie, 1969
- Bathyphantes pallidus (Banks, 1892)
- Bathyphantes paradoxus Berland, 1929
- Bathyphantes parvulus (Westring, 1851)
- Bathyphantes pogonias Kulczyński, 1885
- Bathyphantes rainbowi Roewer, 1942
- Bathyphantes reprobus (Kulczyński, 1916)
- Bathyphantes reticularis Caporiacco, 1935
- Bathyphantes robustus Oi, 1960
- Bathyphantes sarasini Berland, 1924
- Bathyphantes setiger F. O. P.-Cambridge, 1894
- Bathyphantes similis Kulczyński, 1894
- Bathyphantes simillimus buchari Ruzicka, 1988
- Bathyphantes tagalogensis Barrion & Litsinger, 1995
- Bathyphantes tongluensis Chen & Song, 1988
- Bathyphantes umiatus Ivie, 1969
- Bathyphantes vittiger Simon, 1884
- Bathyphantes waneta Ivie, 1969
- Bathyphantes weyeri (Emerton, 1875)
- Bathyphantes yodoensis Oi, 1960
- Bathyphantes yukon Ivie, 1969